# کارل هاینز ۹۸۵۴
سیارک ۹۸۵۴ (به انگلیسی: 9854 Karlheinz، نامگذاری:1991AC3) نه هزار و هشتصد و پنجاه و چهارمین سیارک کشف شده‌است که در ۱۵ ژانویه ۱۹۹۱ کشف شد.
قدر مطلق سیارک برابر ۱۴٫۰۰ است.